# Marie Charpentier
Marie Charpentier (1903 – 1994) foi a primeira mulher a obter um doutorado em matemática pura em uma universidade na França, e a segunda mulher, depois de Marie-Louise Dubreil-Jacotin, a obter um cargo de professora de matemática em uma universidade da França.

## Formação
Charpentier associou-se à Société mathématique de France em 1930, possivelmente a segunda mulher membro da sociedade depois de Édmée Chandon. Foi aluna de Georges Bouligand na Universidade de Poitiers,onde completou sua tese em 1931 com Paul Montel como orientador, com a tese Sur les points de Peano d'une equation différentielle du premier order.

## Carreira
No pós-doutorado estudou com George David Birkhoff na Universidade Harvard, e foi palestrante convidada do Congresso Internacional de Matemáticos em Zurique (1932). Naquela época não conseguiu um cargo de professora universitária na França, e para se manter como professora lecionou no ensino médio.
Foi indicada para seu cargo universitário em 1942, na Universidade de Rennes, tornando-se depois professora plena, e aposentou-se em 1973.